# +1
《+1》，為木村KAELA個人第4張專輯，於2008年4月2日由哥倫比亞音樂發行。

## 解說
- 距離前作「Scratch」專輯1年又2個月的+1專輯。
包含單曲「Samantha（珊曼莎）」「Yellow」「Jasper」，及其C/W曲「Dejavu」「No reason why」也收錄。
- 除了向來擅長發揮的搖滾，此次還加入了電子Techno、New Wave，網羅資深音樂人共同創作，再加上由本人創作的詞，獨特世界觀具趣味甚至意味深，再度呈現出豐富時尚的Kaela風格。
- 「+1」プラスワン（plus one）為其唸法。
- 初回盤付DVD內容收錄：三支單曲之PV、以Kaela為主的「女子祭男子祭（オンナク祭オトコク祭）」之2007.12.20的女子祭演唱會畫面、木村KAELA實驗室影像。且初回盤與通常盤封面不同。
- 台灣於2008年5月16日由風雲唱片代理發行台壓（CD+DVD版本）。

## 曲目
除了第九首No Reason Why，其他歌曲皆為Kaela本人的作詞。
1. NO IMAGE (3:29)
  - 作曲：Mito（可樂棒）
2. Jasper (3:44) 
  - 作曲：石野卓球
  - 為電影「魔法玩具城」日本區主題曲
3. Yellow (3:18) 
  - 作曲：渡邊 忍
  - 為日本TV「スポーツうるぐす」主題曲
4. STARs (4:16) 
  - 作曲：AxSxE
  - （タイアップ4／上旬~）
5. FaMiReDo（ファミレド） (3:51)
  - 作曲：MO'SOME TONEBENDER
6. dejavu (3:30)
  - 作曲：會田茂一
7. Samantha（珊曼莎）(4:08)
  - 作曲：會田茂一
8. +1 (3:57)
  - 作曲：高桑佳
  - Kaela本人當初寫詞時感到最瓶頸的歌。
9. No Reason Why (3:10) 
  - 作詞／作曲：FARRAH
  - ヤマザキパン「ランチパック」
10. 魔鏡呀魔鏡（鏡よ鏡）(4:02)
  - 作曲：YoheyOKAMOTO
  - 日本TV放映的外國戲劇「The O.C」片尾曲
11. 自嗨世界（はやる気持ち的My World）(3:02)
  - 作曲：渡邊忍
12. 1115 (4:14)
  - 作曲：奧田民生
  - Kaela寫歌詞的靈感來自"おい～！龍馬"漫畫，而"1115"就是主角龍馬的生日。
13. Humpty Dumpty (5:20)
  - 作曲：DE DE MOUSE